# Syntrichia ruralis
Espèce
Synonymes
- Barbula ruraliformis Besch.[2]
- Syntrichia densa (Velen.) J.-P. Frahm[3]
- Syntrichia ruraliformis (Besch.) Cardot[2]
- Tortula densa (Velen.) J.-P. Frahm[3]
- Tortula longimucronata X.J. Li[2]
- Tortula ruraliformis (Besch.) W. Ingham[2]
- Tortula ruralis (Hedw.) Gaertn. & al.[3]

Syntrichia ruralis est une espèce de bryophytes (mousses) de la famille des Pottiaceae.

## Liste des variétés et sous-espèces
Selon The Plant List (10 janvier 2018) :
- variété Syntrichia ruralis var. densiretis (Venturi) J.J. Amann
- variété Syntrichia ruralis var. epilosa (Venturi) J.J. Amann
- variété Syntrichia ruralis var. gigantea (Lesq.) R.H. Zander
- variété Syntrichia ruralis var. gracilis (C.E.O. Jensen) R.H. Zander
- variété Syntrichia ruralis var. subpapillosissima (R.B. Pierrot ex W.A. Kramer) R.H. Zander

Selon Tropicos (10 janvier 2018) (Attention liste brute contenant possiblement des synonymes) :
- sous-espèce Syntrichia ruralis subsp. calcicolens (W.A. Kramer) Düll
- sous-espèce Syntrichia ruralis subsp. hirsuta (Venturi) Düll
- sous-espèce Syntrichia ruralis subsp. ruraliformis (Besch.) Düll
- sous-espèce Syntrichia ruralis subsp. ruralis
- variété Syntrichia ruralis var. aciphylloides (Podp.) Podp.
- variété Syntrichia ruralis var. aetnensis Reimers
- variété Syntrichia ruralis var. calcicola (J.J. Amann) Mönk.
- variété Syntrichia ruralis var. densiretis (Venturi) J.J. Amann
- variété Syntrichia ruralis var. epilosa (Venturi) J.J. Amann
- variété Syntrichia ruralis var. gigantea (Lesq.) R.H. Zander
- variété Syntrichia ruralis var. glacialis J.J. Amann
- variété Syntrichia ruralis var. gracilis (C.E.O. Jensen) R.H. Zander
- variété Syntrichia ruralis var. gypsophila (J.J. Amann ex G. Roth) J.J. Amann
- variété Syntrichia ruralis var. hirsuta (Venturi) Podp.
- variété Syntrichia ruralis var. laevipila (Brid.) Spreng.
- variété Syntrichia ruralis var. norvegica (F. Weber) Steud.
- variété Syntrichia ruralis var. polysporogonica M.F. Boiko
- variété Syntrichia ruralis var. pontresinae (Geh. & Warnst.) Podp.
- variété Syntrichia ruralis var. pseudoaciphylla (H. Winter) Podp.
- variété Syntrichia ruralis var. pseudodesertorum Podp.
- variété Syntrichia ruralis var. rufipila (Herzog) J.J. Amann
- variété Syntrichia ruralis var. ruraliformis (Besch.) Delogne
- variété Syntrichia ruralis var. ruralis
- variété Syntrichia ruralis var. spiralis (Herzog) R.H. Zander
- variété Syntrichia ruralis var. spuria (J.J. Amann) Podp.
- variété Syntrichia ruralis var. submamillosa (W.A. Kramer) R.H. Zander
- variété Syntrichia ruralis var. subpapillosissima (Bizot & R.B. Pierrot ex W.A. Kramer) R.H. Zander
- variété Syntrichia ruralis var. substereidosa (W.A. Kramer) R.H. Zander